# Rally de Gran Bretaña de 2019
El Rally de Gran Bretaña de 2019, oficialmente 75. Dayinsure Wales Rally GB, fue la septuagésima quinta edición y la duodécima ronda de la temporada 2019 del Campeonato Mundial de Rally. Se celebró del 3 al 6 de octubre y contó con un itinerario de 22 tramos sobre tierra que sumaron un total de 309.76 km cronometrados. Fue también la duodécima ronda de los campeonatos WRC 2 Pro y WRC 2 y la quinta y última ronda del Campeonato Mundial de Rally Junior.

## Lista de inscritos
| Num.                     | Piloto                  | Copiloto           | Automóvil              | Equipo                  | Neumático |
| ------------------------ | ----------------------- | ------------------ | ---------------------- | ----------------------- | --------- |
| 1                        | Sébastien Ogier         | Julien Ingrassia   | Citroën C3 WRC         | Citroën Total WRT       | M         |
| 3                        | Teemu Suninen           | Jarmo Lehtinen     | Ford Fiesta WRC        | M-Sport Ford WRT        | M         |
| 4                        | Esapekka Lappi          | Janne Ferm         | Citroën C3 WRC         | Citroën Total WRT       | M         |
| 5                        | Kris Meeke              | Sebastian Marshall | Toyota Yaris WRC       | Toyota Gazoo Racing WRT | M         |
| 7                        | Pontus Tidemand         | Ola Fløene         | Ford Fiesta WRC        | M-Sport Ford WRT        | M         |
| 8                        | Ott Tänak               | Martin Järveoja    | Toyota Yaris WRC       | Toyota Gazoo Racing WRT | M         |
| 10                       | Jari-Matti Latvala      | Miikka Anttila     | Toyota Yaris WRC       | Toyota Gazoo Racing WRT | M         |
| 11                       | Thierry Neuville        | Nicolas Gilsoul    | Hyundai i20 Coupe WRC  | Hyundai Shell Mobis WRT | M         |
| 33                       | Elfyn Evans             | Scott Martin       | Ford Fiesta WRC        | M-Sport Ford WRT        | M         |
| 42                       | Craig Breen             | Paul Nagle         | Hyundai i20 Coupe WRC  | Hyundai Shell Mobis WRT | M         |
| 89                       | Andreas Mikkelsen       | Anders Jæger       | Hyundai i20 Coupe WRC  | Hyundai Shell Mobis WRT | M         |
| 21                       | Kalle Rovanperä         | Jonne Halttunen    | Škoda Fabia R5 Evo     | Škoda Motorsport        | M         |
| 22                       | Mads Østberg            | Torstein Eriksen   | Citroën C3 R5          | Citroën Total           | M         |
| 23                       | Gus Greensmith          | Elliott Edmondson  | Ford Fiesta R5 Mk. II  | M-Sport Ford WRT        | M         |
| 24                       | Jan Kopecký             | Pavel Dresler      | Škoda Fabia R5 Evo     | Škoda Motorsport        | M         |
| 25                       | Hayden Paddon           | John Kennard       | Ford Fiesta R5 Mk. II  | M-Sport Ford WRT        | M         |
| 43                       | Pierre-Louis Loubet     | Vincent Landais    | Škoda Fabia R5 Evo     | Pierre-Louis Loubet     | M         |
| 44                       | Ole Christian Veiby     | Jonas Andersson    | Volkswagen Polo GTI R5 | Ole Christian Veiby     | M         |
| 45                       | Kajetan Kajetanowicz    | Maciek Szczepaniak | Volkswagen Polo GTI R5 | Kajetan Kajetanowicz    | P         |
| 46                       | Alberto Heller          | José Díaz          | Ford Fiesta R5 Mk. II  | Alberto Heller          | M         |
| 47                       | Fabio Andolfi           | Simone Scattolin   | Škoda Fabia R5         | Fabio Andolfi           | P         |
| 48                       | Henning Solberg         | Ilka Minor         | Škoda Fabia R5         | Henning Solberg         | M         |
| 49                       | Marco Bulacia Wilkinson | Fabián Cretu       | Škoda Fabia R5         | Marco Bulacia Wilkinson | M         |
| 50                       | Paulo Nobre             | Gabriel Morales    | Škoda Fabia R5         | Paulo Nobre             | P         |
| 53                       | Adrien Fourmaux         | Renaud Jamoul      | Ford Fiesta R5         | Adrien Fourmaux         | M         |
| 54                       | Oliver Solberg          | Aaron Johnston     | Volkswagen Polo GTI R5 | Oliver Solberg          | P         |
| 55                       | Petter Solberg          | Phil Mills         | Volkswagen Polo GTI R5 | Petter Solberg          | P         |
| Fuente: ewrc-results.com |                         |                    |                        |                         |           |

## Resultados

### Itinerario
| Día                      | Tramo                  | Nombre             | Distancia         | Ganador de la etapa   | Coche            | Tiempo    | Líder de la general |
| ------------------------ | ---------------------- | ------------------ | ----------------- | --------------------- | ---------------- | --------- | ------------------- |
| Día 1 (3 de octubre)     | -                      | Gwydir (Shakedown) | 4.68 km           | Kris Meeke            | Toyota Yaris WRC | 2:54.1    | -                   |
| Día 1 (3 de octubre)     | SS1                    | Oulton Park        | 3.58 km           | Kris Meeke            | Toyota Yaris WRC | 2:47.4    | Kris Meeke          |
| Día 2 (4 de octubre)     |                        |                    |                   |                       |                  |           | Kris Meeke          |
| SS2                      | Elsi 1                 | 11,65 km           | Elfyn Evans       | Ford Fiesta WRC       | 8:36.9           |           | Kris Meeke          |
| SS3                      | Penmachno 1            | 16,95 km           | Ott Tänak         | Toyota Yaris WRC      | 9:43.0           |           | Kris Meeke          |
| SS4                      | Dyfnant 1              | 19,36 km           | Ott Tänak         | Toyota Yaris WRC      | 11:06.9          |           | Kris Meeke          |
| SS5                      | Aberhirnant 1          | 24,75 km           | Elfyn Evans       | Ford Fiesta WRC       | 5:37.4           |           | Kris Meeke          |
| SS6                      | Elsi 2                 | 11,65 km           | Sébastien Ogier   | Citroën C3 WRC        | 8:32.4           |           | Kris Meeke          |
| SS7                      | Penmachno 2            | 16,95 km           | Sébastien Ogier   | Citroën C3 WRC        | 9:44.3           |           | Kris Meeke          |
| SS8                      | Slate Mountain         | 3,53 km            | Thierry Neuville  | Hyundai i20 Coupe WRC | 1:09.7           |           | Kris Meeke          |
| SS9                      | Dyfnant 2              | 19,36 km           | Ott Tänak         | Toyota Yaris WRC      | 11:06.1          |           | Kris Meeke          |
| SS10                     | Aberhirnant 2          | 24,75 km           | Ott Tänak         | Toyota Yaris WRC      | 5:39.8           | Ott Tänak |                     |
| Día 3 (5 de octubre)     |                        |                    |                   |                       |                  | Ott Tänak |                     |
| SS11                     | Dyfi 1                 | 25,86 km           | Elfyn Evans       | Ford Fiesta WRC       | 14:46.8          | Ott Tänak |                     |
| SS12                     | Myherin 1              | 23,54 km           | Elfyn Evans       | Ford Fiesta WRC       | 12:50.6          | Ott Tänak |                     |
| SS13                     | Sweet Lamb Hafren 1    | 25,65 km           | Elfyn Evans       | Ford Fiesta WRC       | 14:47.7          | Ott Tänak |                     |
| SS14                     | Myherin 2              | 23,54 km           | Thierry Neuville  | Hyundai i20 Coupe WRC | 12:56.2          | Ott Tänak |                     |
| SS15                     | Sweet Lamb Hafren 2    | 25,65 km           | Andreas Mikkelsen | Hyundai i20 Coupe WRC | 14:59.7          | Ott Tänak |                     |
| SS16                     | Dyfi 2                 | 25,86 km           | Thierry Neuville  | Hyundai i20 Coupe WRC | 15:04.0          | Ott Tänak |                     |
| SS17                     | Colwyn Bay             | 2,40 km            | Ott Tänak         | Toyota Yaris WRC      | 1:51.6           | Ott Tänak |                     |
| Día 4 (6 de octubre)     |                        |                    |                   |                       |                  | Ott Tänak |                     |
| SS18                     | Alwen 1                | 10,41 km           | Ott Tänak         | Toyota Yaris WRC      | 5:26.3           | Ott Tänak |                     |
| SS19                     | Brenig 1               | 6,43 km            | Elfyn Evans       | Ford Fiesta WRC       | 3:56.6           | Ott Tänak |                     |
| SS20                     | Great Orme             | 4,74 km            | Cancelado         | Cancelado             | Cancelado        | Ott Tänak |                     |
| SS21                     | Alwen 2                | 10,41 km           | Elfyn Evans       | Ford Fiesta WRC       | 5:29.3           | Ott Tänak |                     |
| SS22                     | Brenig 2 (Power Stage) | 6,43 km            | Ott Tänak         | Toyota Yaris WRC      | 3:58.6           | Ott Tänak |                     |
| Fuente: ewrc-results.com |                        |                    |                   |                       |                  |           |                     |

### Power stage
El power stage fue una etapa de 6.43 km al final del rally. Se otorgaron puntos adicionales del Campeonato Mundial a los cinco más rápidos.
| Pos. | Piloto           | Copiloto         | Coche                 | Equipo                  | Tiempo | Puntos |
| ---- | ---------------- | ---------------- | --------------------- | ----------------------- | ------ | ------ |
| 1    | Ott Tänak        | Martin Järveoja  | Toyota Yaris WRC      | Toyota Gazoo Racing WRT | 3:58.6 | 5      |
| 2    | Sébastien Ogier  | Julien Ingrassia | Citroën C3 WRC        | Citroën Total WRT       | +0.5   | 4      |
| 3    | Esapekka Lappi   | Janne Ferm       | Citroën C3 WRC        | Citroën Total WRT       | +1.0   | 3      |
| 4    | Elfyn Evans      | Scott Martin     | Ford Fiesta WRC       | M-Sport Ford WRT        | +1.4   | 2      |
| 5    | Thierry Neuville | Nicolas Gilsoul  | Hyundai i20 Coupe WRC | Hyundai Shell Mobis WRT | +1.4   | 1      |